# 西町 (草加市)
西町（にしちょう）は、埼玉県草加市の町名。郵便番号は340-0035。

## 地理
草加市中央部に位置する。主に住宅地となっている。
地名は地区が市の最西端に位置することに因む。

## 歴史
かつては原島村であった。
- 1958年（昭和33年）11月1日 - 市制施行により、草加市が成立。これに伴い、大字原島から西町が成立[4]。

## 世帯数と人口
2017年（平成29年）10月1日現在の世帯数と人口は以下の通りである。
| 町丁 | 世帯数    | 人口    |
| ---- | --------- | ------- |
| 西町 | 3,966世帯 | 9,064人 |

## 小・中学校の学区
市立小・中学校に通う場合、学区は以下の通りとなる。
| 番地                                                                | 小学校             | 中学校             |
| ------------------------------------------------------------------- | ------------------ | ------------------ |
| 13〜15番 31〜1198番 1203番 1214〜1215番 1271番 1272番1〜2 1272番4〜 | 草加市立西町小学校 | 草加市立草加中学校 |
| その他                                                              | 草加市立氷川小学校 | 草加市立谷塚中学校 |

## 交通

### 鉄道
町内に鉄道駅は存在しない。東武伊勢崎線（東武スカイツリーライン）草加駅が最寄駅となる。

### 道路
- 国道4号
- 草加神社通り
- 保健所通り

## 施設

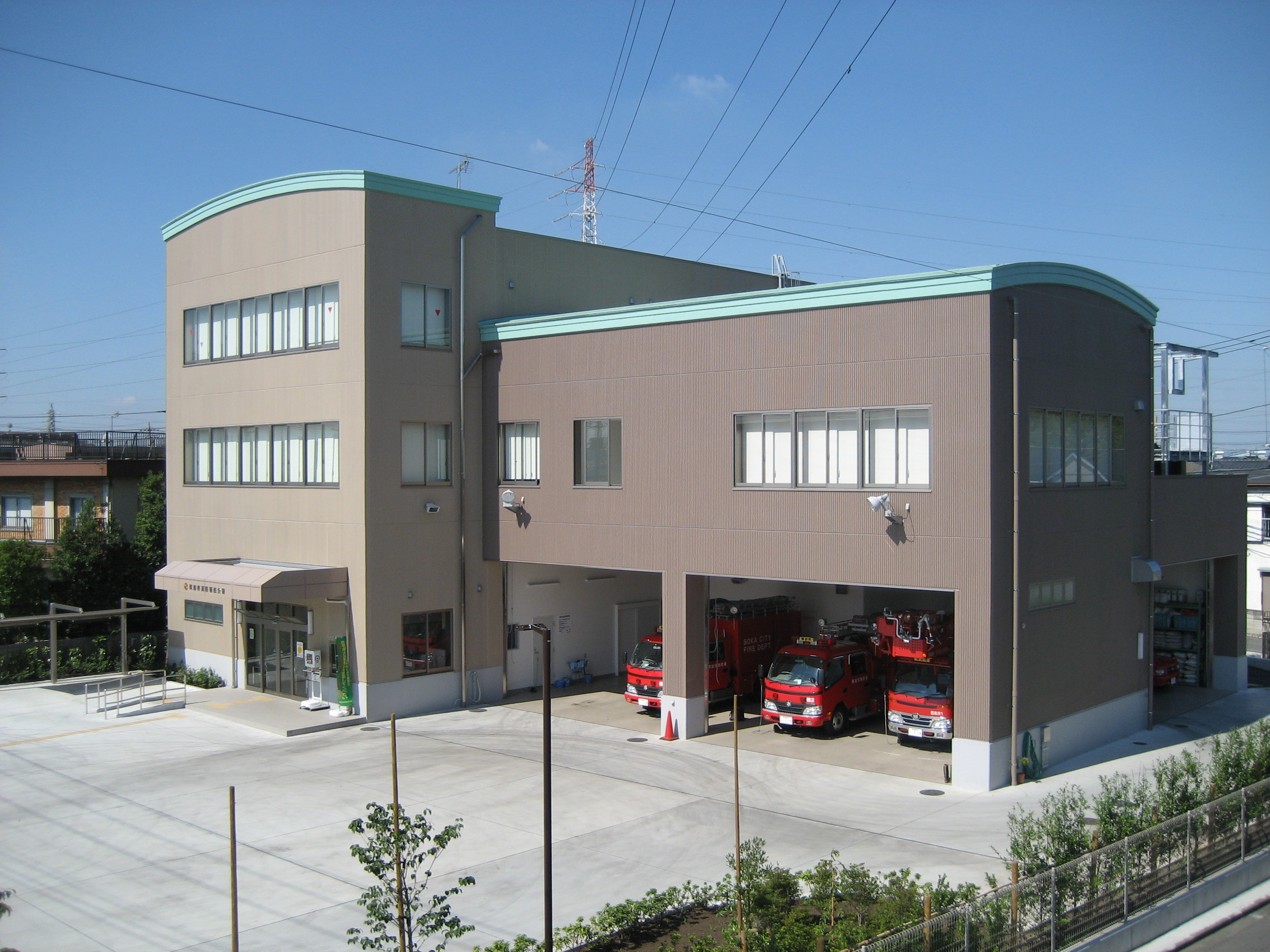
草加消防署 西分署

- 埼玉県草加保健所
- 草加市立西町小学校
- 草加消防署西分署
- フラワー幼稚園
- 草加市立にしまち保育園
- けやきの森保育園
- 真言宗智山派真蔵院
- 真言宗智山派浄龍寺
- 柳島グラウンド
- 西町南公園
- 西町第1公園
- 西町第2公園
- 西町第2ちびっこ広場
- 西町第3公園
- 西町第4公園
- 西町第5公園